# 無盡迷宮
《無盡迷宮》是2023年塔防双摇杆射击游戏，由Amplitude Studios开发、世嘉发行，对应Windows、PlayStation 4、PlayStation 5、Xbox One、Xbox Series X/S平台。该作为2014年游戏《无尽地牢》的续作。
据Metacritic，游戏获得「总体好评」；据OpenCritic统计，游戏获得75%媒体推荐。